# Nell'azzurro, domani... una rondine
Nell'azzurro, domani... una rondine... è un album del duo musicale italiano Juli & Julie, pubblicato nel 1978.

## Descrizione
Dal disco, pubblicato dalla Yep, vengono tratti i singoli Rondine, Azzurro domani e Sconosciuti noi.

## Tracce

### Lato A
1. Azzurro, domani!
2. Sconosciuti noi
3. Bella
4. Scusa
5. Eppure ti amo
6. La giostra dell'amore

### Lato B
1. Rondine
2. Stasera stop
3. Più forte di me
4. Cieli rosa
5. Pensaci
6. Un amore di cristallo